# Ola Pehrsson
Ola Pehrsson, född 6 april 1818 i Emmislövs församling, Kristianstads län, död 2 augusti 1896 i Östra Broby församling, Kristianstads län, var en svensk lantbrukare och riksdagsman.
Nilsson var lantbrukare i Knaggatorp 1838–1860. Han var ledamot av riksdagens första kammare 1875–1885, invald i Kristianstads läns valkrets.